# 黄宗旦
黄宗旦（973年—?），字叔才，镇安铺黄田(今福建省惠安县张坂镇后边村)人。

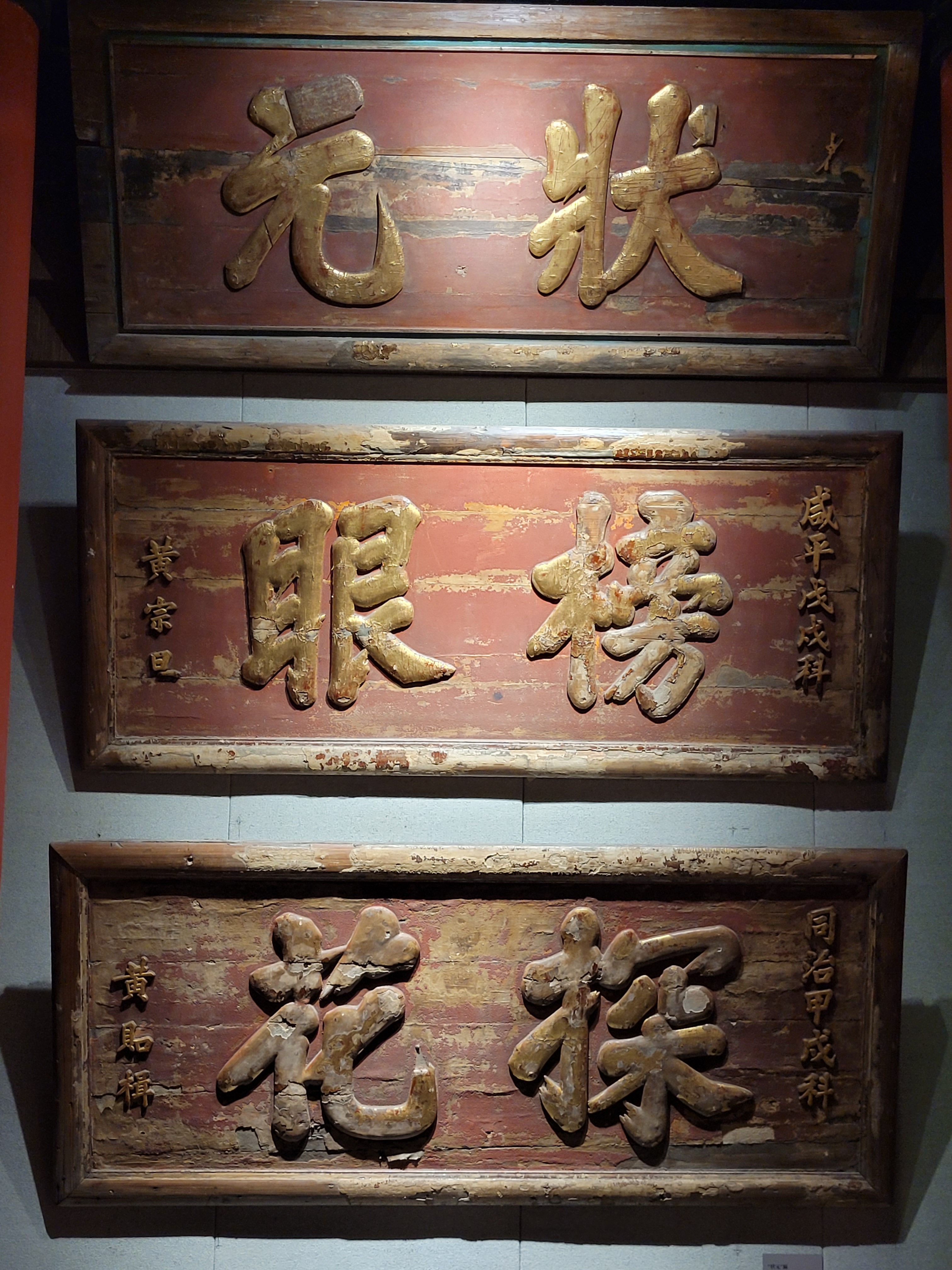
2022年泉州博物馆陈列之黄宗旦匾额

黄宗旦生于北宋开宝六年(973年)，是黄观次子、黄禹锡之孙。
黄宗旦本为淳化年间(990～994年)进士，因同场考生抄袭其文章而不得入选。咸平元年(998年)，黄宗旦中甲科第二名进士。曾任苏州知府、襄州知府。
黄宗旦死后葬于二十九都林前(今福建省惠安县涂寨镇林前村)东山。
黄宗旦著有《襄州集》10卷、《易卦象赋》2卷。